# Stumpfsburg

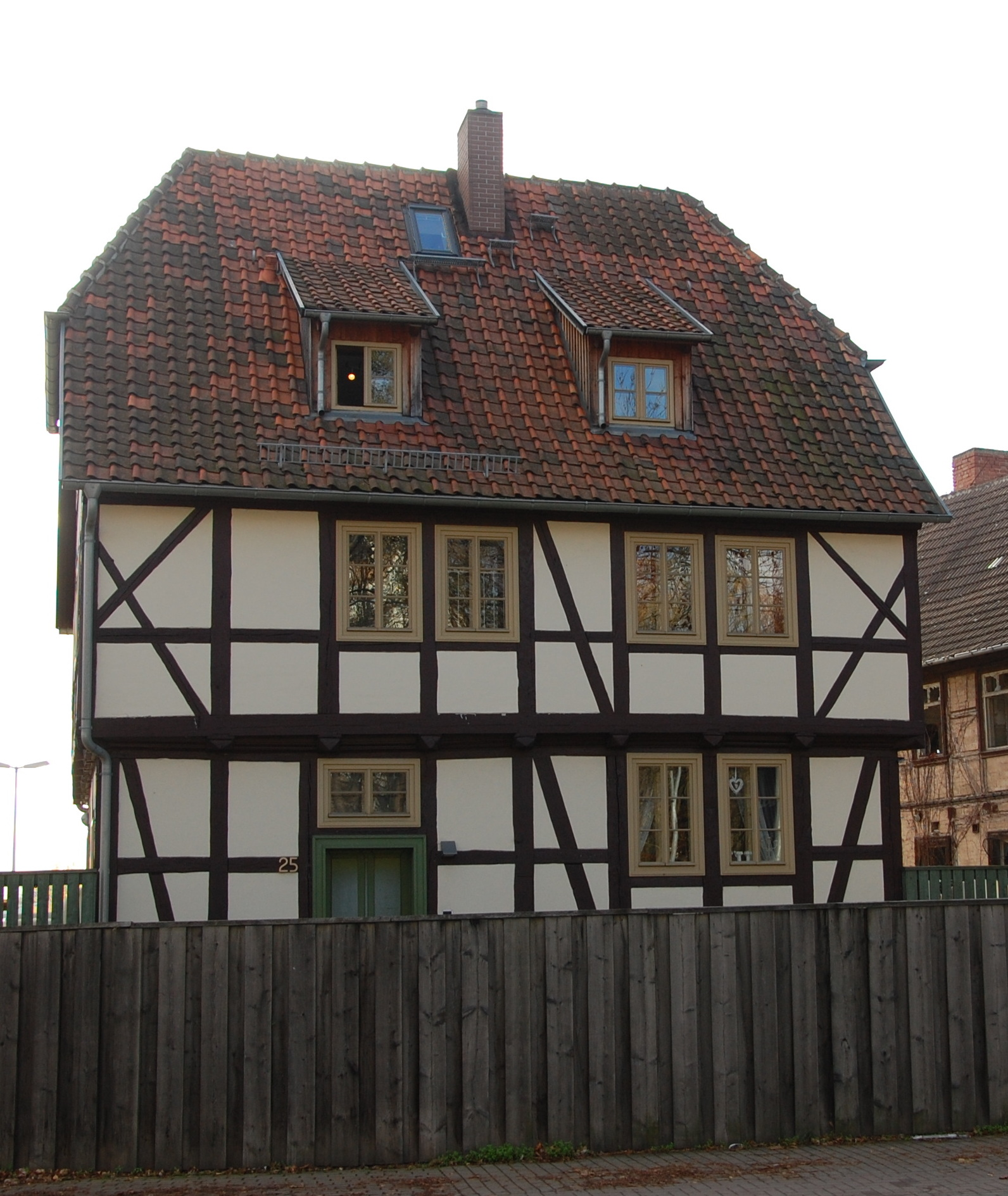
Harzweg 25

Die Stumpfsburg ist ein denkmalgeschütztes Gebäude in Quedlinburg in Sachsen-Anhalt.

## Lage
Das im Quedlinburger Denkmalverzeichnis als Bürgerhof eingetragene Gebäude befindet sich südlich der Quedlinburger Altstadt auf der Südseite des Harzwegs an der Adresse Harzweg 25, an der Einmündung des Gernröder Wegs.

## Architektur und Geschichte
Die Stumpfsburg befindet sich möglicherweise am Ort einer bereits im Mittelalter bestehenden Befestigung, die den Übergang über die nur wenig weiter nördlich fließenden Bode sicherte. Keller und Quadermauerwerk des Hauses dürfte bereits auf Vorgängerbauten zurückgehen. Im Gebäudeinneren fanden sich Reste eines Fachwerkhauses aus dem 16. Jahrhundert, so insbesondere Taustäbe und eine beschnitzte Säule. Im 18. Jahrhundert erfolgte ein umfassender Umbau des Hauses.
1999 erwarb die Familie Wierling das stark sanierungsbedürftige Haus für 2.500 DM. Nach Planungen des Architekten Hans Sturmat wurde das Haus ab 2002 von den Werkstätten für Denkmalpflege abgetragen und für 300.000 Euro mit Hilfe von Fördermitteln neu aufgebaut. Die vier Kellergewölbe des Hauses konnten erhalten werden. Beim Wiederaufbau wurden Althölzer wiederverwendet. Auch das alte Sandsteintor konnte gesichert werden.